# Kaan Urgancıoğlu
Kaan Urgancıoğlu (Esmirna, 8 de mayo de 1981) es un actor turco conocido por sus actuaciones en la película Son Ders: Aşk ve Üniversite y, especialmente, por ser uno de los protagonistas de la serie Kara Sevda, una de las series más exitosas internacionalmente, emitida en más de 110 países y primera serie serie en la historia en ser galardonada con el Premio Emmy Internacional como "Mejor Telenovela". Actualmente es reconocido internacionalmente por ser uno de los protagonistas de la serie Yargı, una de las series líderes en su emisión en Turquía, vendida a más de 70 países con gran éxitoy ganadora del Premio Emmy Internacional como "Mejor Telenovela", siendo la segunda serie en la historia en lograrlo.
También destaca su papel protagonista en la serie original de Netflix Aşk 101, que se estrenó en el 2020. y por su papel en la película estadounidense Operación Fortune: el gran engaño en 2023.

## Biografía
Kaan Urgancıoğlu nació el 8 de mayo de 1981 en Esmirna, Turquía. Es de ascendencia turca por parte de su padre y siria y albanesa por parte de su madre. Su padre, que falleció en 2010, se dedicaba al sector de los alimentos congelados, un negocio que, después de la crisis de 1984, quebró. Su madre se dedica al sector de la decoración Es el hijo mayor de la pareja y tiene un hermano pequeño con el que le suelen confundir por su gran parecido físico.
Realizó sus estudios secundarios en los colegios Izmir Özel Türk Koleji y Izmir Amerikan Koleji, en Esmirna, donde se graduó. Durante la escuela secundaria, era popular y tenía un grupo de amigos al que solían llamar "langostas" con el que hacía torneos de fútbol Su primer trabajo lo realizó a los 12 o 13 años organizando eventos en un barco que alquiló en Çeşme.
En el año 2000, se establece en la ciudad de Estambul para cursar la carrera de Mercado de capitales y Bolsa en la Universidad de Marmara a pesar de que su padre quería que estudiara en la Universidad Dokuz Eylül. En el año 2002, interrumpe sus estudios universitarios al obtener el papel de actor principal en la serie televisiva Karaoğlan, gracias a la actriz Demet Akbağ que era amiga de la familia El actor reconoce que si no hubiese sido por esa experiencia, probablemente « me habría convertido en un hombre de negocios como mi padre y mi abuelo» Finalmente, en 2007, se gradúa
En 2008, viajó a Nueva York para estudiar actuación en el Stella Adler Studio of Acting (donde estudiaron actores como Robert de Niro o Salma Hayek) durante 6 meses. Durante su estancia, Urgancıoğlu reconoce que vivió un periodo duro ya que no tenía claro si quería dedicarse a la actuación pero también señala que esas dudas le permitieron «conocerme y amarme a mí mismo» Al regresar a Turquía, completó una maestría en Cine y Drama en la Universidad Kadir Has Uno de sus sueños es construir una casa a partir de un viejo avión de carga estadounidense.

## Carrera profesional

### Inicios (2002-2012)
Kaan Urgancıoğlu comenzó su carrera en la actuación en el año 2002 en la serie de televisión Karaoğlan. La serie llegó hasta él gracias a un amigo de la actriz Demet Akbağ, que a su vez era amigo de la madre del actor. Cuando la actriz Meral Okay dijo que «estaba buscando a un chico moreno que supiese montar a caballo, Demet Akbağ me mencionó». Urgancıoğlu reconoce que al principio no estaba seguro de si tenía talento o no pero que, al reunirse con Meral Okay y hacer una sesión de prueba le asignaron el papel principal. La serie tuvo una gran acogida por el público, lo que le permitió obtener diferentes papeles a lo largo de los años. 
En 2005, fue uno de los protagonistas de Yeniden Çalıkuşu, una serie inspirada en la novela Çalıkuşu (1922) del escritor turco Reşat Nuri Güntekin . En ese mismo año, hizo su primer contacto con el cine como invitado en la película Ispanaktan Nağmeler y en 2007 fue uno de los protagonistas de la película Son Ders: Aşk ve Üniversite. Algunos series y películas en las que ha participado son Ah Polis Olsam (2009), Tutsak (2007), Leyla İle Mecnun (2011) y Düşman Kardeşler (2012).

### Primeros éxitos (2012-2015)
En 2012, el actor participó en la serie Son, que contó con una adaptación tanto en los Países Bajos con el título Vlucht HS13 como en España bajo el nombre de El accidente. En 2013, Kaan Urgancıoğlu protagonizó la serie A.Ş.K que fue retransmitida en numerosos países de América Latina como Argentina, Perú, Colombia, etc. En 2015, el actor participó en un episodio de la famosa serie histórica Filinta que fue comprada por 30 países de Oriente Medio y América del Sur y también fue adquirida por Nettflix.

### 2015 - presenteKara SevdayYargı,el lanzamiento de su carrera
En el año 2015, Kaan Urgancıoğlu se convirtió en el antagonista de la serie de drama y romance turca Kara Sevda, papel que se convertiría en uno de los más importantes de su carrera. La serie se una de las series turcas más exitosas internacionalmente siendo vendida a más de 110 países y traducida a más de 50 idiomas y convirtiéndose en la primera serie turca de la historia en ser galardonada con los prestigiosos Premios Emmy, en este caso como "Mejor Telenovela", así como el "Premio especial del jurado"  en los Seoul International Drama Awards. Gracias a la serie, el actor ganó el primer premio de su carrera, el premio al "Mejor Actor de Reparto" por los premios Ayaklı Gazete.
En 2018, Urgancıoğlu da el salto a las producciones estadounidenses con un pequeño papel en la serie Jack Ryan llevada a cabo por Amazon Prime Video. El actor hace su aparición en el quinto y sexto episodio de la primera temporada interpretando a un traficante de personas. En 2019, Kaan viajó a Egipto para grabar la película Baron 2, coproducida por Uzbekistán, Rusia y Egipto.
En 2020, Kaan Urgancıoğlu se convirtió en uno de los protagonistas de la serie de televisión web juvenil Aşk 101 junto a Pınar Deniz, Alina Boz, Mert Yazıcıoğlu entre otros. La serie es la tercera serie turca coproducida y distribuida por Nettflix. En ese mismo año, el actor se desplazó a Estados Unidos para entregar un galardón en Premios Lo Nuestro, uno de los premios musicales más prestigiosos de América Latina. También acudió como invitado al programa Mira quién baila.
En 2021, comenzó el rodaje de la exitosa serie Yargı donde volvió a compartir protagonismo con Pınar Deniz. La serie se ha convertido en una de las series líderes en su emisión en Turquía, ganadora por segunda vez en la historia del Premio Emmy Internacional como "Mejor Telenovela" y ha ocupado lo más alto de las listas de los más vistos en muchos países del mundo. Ha sido adquirida por la plataforma HBO Max siendo la serie más vista en Brasil y la segunda más vista en América Latina, Argentina y Chile. Ocupó el quinto lugar en Colombia y en México. Hasta el momento ha sido adquirida por más de 73 países.

## Vida personal
Uno de sus primeras novias fue en la escuela secundaria con la que estuvo unos 7 años. Entre 2011 y 2012 mantuvo una relación sentimental con Berrak Tüzünataç y en 2013 mantuvo una breve relación con Derin Mermerci.
El 19 de junio de 2023, se casó en la más estricta intimidad con Burcu Denizer en Atenas, Grecia, una relación que el actor hizo pública en 2022. El 9 de diciembre del mismo año, se convirtió en padre primerizo.

## Filmografía

### Televisión
| Año       | Título               | Personaje      | Rol                    | Canal    | Notas        |
| --------- | -------------------- | -------------- | ---------------------- | -------- | ------------ |
| 2002      | Karaoğlan            | Karaoğlan      | Protagonista           | Kanal D  | 7 episodios  |
| 2003      | Kampüsistan          | Tolga          | Protagonista           | Kanal D  | 44 episodios |
| 2005      | Seni Çok Özledim     | Ateş Ertunç    | Protagonista           | Kanal D  | 7 episodios  |
| 2005      | Sessiz Gece          | Anıl           | Actor de reparto       |          | 3 episodios  |
| 2005      | Yeniden Çalıkuşu     | Ali            | Protagonista           | Star TV  | 7 episodios  |
| 2005      | Körfez Ateşi         |                | Invitado               |          | 1 episodio   |
| 2006      | Ah Polis Olsam       | Nezih          | Actor de reparto       |          | 9 episodios  |
| 2006      | Gülpare              |                | Invitado               |          |              |
| 2006      | Azap Yolú            | Yiğit          | Actor de reparto       |          |              |
| 2007      | Tutsak               | Mehmet         | Protagonista           |          |              |
| 2007-2008 | Avrupa Yakasi        |                | Invitado (temporada 5) | ATV      | 1 episodio   |
| 2008      | Limon Ağacı          | Kaan           | Protagonista           |          |              |
| 2009      | Ayrılık              | Deniz          | Protagonista           |          |              |
| 2010      | Dürüye’nin Güyümleri | Ümit           | Actor de reparto       |          |              |
| 2011      | Bir Ömür Yetmez      | Eren           | Actor de reparto       |          |              |
| 2011      | Leyla İle Mecnun     | Berkcan        | Actor de reparto       | TRT      |              |
| 2012      | Acayip hikayeler     | Alper          |                        | Star TV  | 1 episodio   |
| 2012      | Düşman Kardeşler     | Mehmet         | Protagonista           | ShowTV   | 11 episodios |
| 2012      | Son                  | Tayfun         | Actor de reparto       | ATV      | 2 episodios  |
| 2013      | A.Ş.K                | Can            | Protagonista           | Kanal D  | 13 episodios |
| 2015      | Filinta              | Otto           | Actor de reparto       | TRT      | 1 episodio   |
| 2015-2017 | Kara Sevda           | Emir Kozcuoğlu | Antagonista            | Star TV  | 74 episodios |
| 2018      | Jack Ryan            | Deniz          | Invitado               |          | 1 episodio   |
| 2020-2021 | Aşk 101              | Kemal          | Protagonista           | Nettflix | 16 episodios |
| 2021      | Yargı                | İlgaz          | Protagonista           | Kanal D  | En emisión   |

### Cine
| Año  | Título                             | Personaje     | Rol              |
| ---- | ---------------------------------- | ------------- | ---------------- |
| 2005 | Ispanaktan Nağmeler                |               | Invitado         |
| 2006 | İlk Aşk                            | Arif Ege      | Actor de reparto |
| 2007 | Son Ders: Aşk ve Üniversite        | Ulaş Atilla   | Protagonista     |
| 2009 | Büşra                              | Titrek        | Actor de reparto |
| 2010 | Peşpeşe                            | Harun         | Actor de reparto |
| 2014 | Panzehir                           | Mehmet Korkut | Actor de reparto |
| 2015 | Uzaklarda Arama                    | Tayfun        | Protagonista     |
| 2019 | Barón 2                            | Ehsan         | Protagonista     |
| 2019 | Gerçek Olamaz                      | Murat         | Protagonista     |
| 2022 | Sen Yaşamaya Bak (Un lugar seguro) | Firat         | Protagonista     |
| 2023 | Operation Fortune: Ruse de Guerre  | Casa          | Actor de reparto |

## Premios y nominaciones
| Año  | Premios                                                                         | Categoría                          | Trabajo          | Resultado | Ref    |
| ---- | ------------------------------------------------------------------------------- | ---------------------------------- | ---------------- | --------- | ------ |
| 2015 | Ayaklı Newspaper Awards                                                         | Mejor Actor de Reparto             | Kara Sevda       | Ganador   |        |
| 2021 | İTÜ Sosyal Medya Ödülleri                                                       | Mejor Actor                        | Yargı            | Ganador   | [ 39 ] |
| 2022 | XII Premios Fundación Vida Sin Barreras                                         | Mejor Actor                        | Yargı            | Ganador   | [ 40 ] |
| 2022 | 48. Golden Butterfly Awards                                                     | Mejor Actor                        | Yargı            | Ganador   | [ 41 ] |
| 2022 | 26. Golden Lens Awards (MGD)                                                    | Mejor actor de serie de TV del año | Yargı            | Ganador   | [ 42 ] |
| 2022 | 8.º Golden 61 Awards de la Universidad de Estambul                              | Mejor actor del año                | Yargı            | Ganador   | [ 43 ] |
| 2022 | XIII Premios Fundación Vida Sin Barreras                                        | Mejor actor del año                | Yargı            | Ganador   | [ 44 ] |
| 2023 | 21.º Premios YTÜ Estrellas del Año o Premio de la Universidad Técnica de Yıldız | Actor de cine más admirado         | Sen Yaşamaya Bak | Ganador   | [ 45 ] |